# Иджирак (спутник)
Иджирак — нерегулярный спутник Сатурна, известный также как Сатурн XXII.

## Открытие
Был обнаружен на фотографиях в период с 23 сентября по 4 ноября 2000 года группой астрономов, среди которых были Бретт Глэдман, Джон Кавелаарс, Жан Марк Пети, Ганс Шолль, Мэтью Холман, Брайан Марсден, Николсон и Йозеф Бёрнс, опубликовано 18 ноября 2000 года. Первоначально присвоено временное обозначение S/2000 S 6. В 2003 году официально назван в честь сказочного великана из книги инуитского писателя Майкла Кусугака.

## Орбита
Иджирак совершает полный оборот вокруг Сатурна на расстоянии в среднем 11 442 000 км за 451 день и 11 часов. Орбита имеет эксцентриситет 0,3215, при этом наклон орбиты к эклиптике составляет 46,750°. Принадлежит к инуитской группе.

## Физические характеристики
Диаметр Иджирака составляет 10 км. Его плотность по сравнению с другими спутниками Сатурна относительно высока, 2,3 г/см3. Состоит предположительно изо льда с высоким содержанием силикатных пород. Имеет очень тёмную поверхность с альбедо 0,06. Звёздная величина составляет 22,6m.